# Liste der Monuments historiques in Erneville-aux-Bois
Die Liste der Monuments historiques in Erneville-aux-Bois führt die Monuments historiques in der französischen Gemeinde Erneville-aux-Bois auf.

## Liste der Objekte
| Bezeichnung | Beschreibung               | Standort                                       | Kennzeichnung | Schutzstatus | Datum | Bild |
| ----------- | -------------------------- | ---------------------------------------------- | ------------- | ------------ | ----- | ---- |
| Taufbecken  | Kalkstein, 17. Jahrhundert | Domrémy-aux-Bois, in der Kirche St-Rémi (Lage) | PM55001822    | Inscrit      | 1992  |      |